# Lady Francisco
Leyde Chuquer Volla Borelli Francisco de Bourbon (Belo Horizonte, 7 de janeiro de 1935 – Rio de Janeiro, 25 de maio de 2019), mais conhecida como Lady Francisco, foi uma atriz, produtora e diretora brasileira.
Entre 1972 e 1973, já na cidade do Rio de Janeiro, atuou na novela Jerônimo, o Herói do Sertão na TV Tupi. Depois transferiu-se para a TV Globo, onde atuou na novela A Escrava Isaura (1976), Marrom Glacê (1979), Baila Comigo (1981) e Louco Amor (1983, Alma Gêmea (2005). Entre 2015 e 2016, participou da série República do Peru, exibida pela TV Brasil em 26 episódios. Sua última participação na televisão foi em Malhação: Vidas Brasileiras (2018), da Rede Globo.
Já no cinema, sua estreia deu-se na década de 1970, atuando nos filmes Um Varão Entre as Mulheres (1974), O Padre que Queria Pecar (1975), O Crime do Zé Bigorna (1977) e Lúcio Flávio, o Passageiro da Agonia (1977). Também participou na direção de O Preço do Prazer (1979). Na década de 1980, atuou em Anjos do Sexo (1981) - que também codirigiu - Os Rapazes das Calçadas (1981), Profissão Mulher (1982) e Punk - Os Filhos da Noite (1986). Seu último trabalho no cinema foi em 2019, no filme Goitaca.

## Carreira artística
Lady Francisco começou a carreira artística na sua cidade natal, Belo Horizonte, no rádio e na TV Itacolomi, do grupo Diários Associados.

### Na televisão

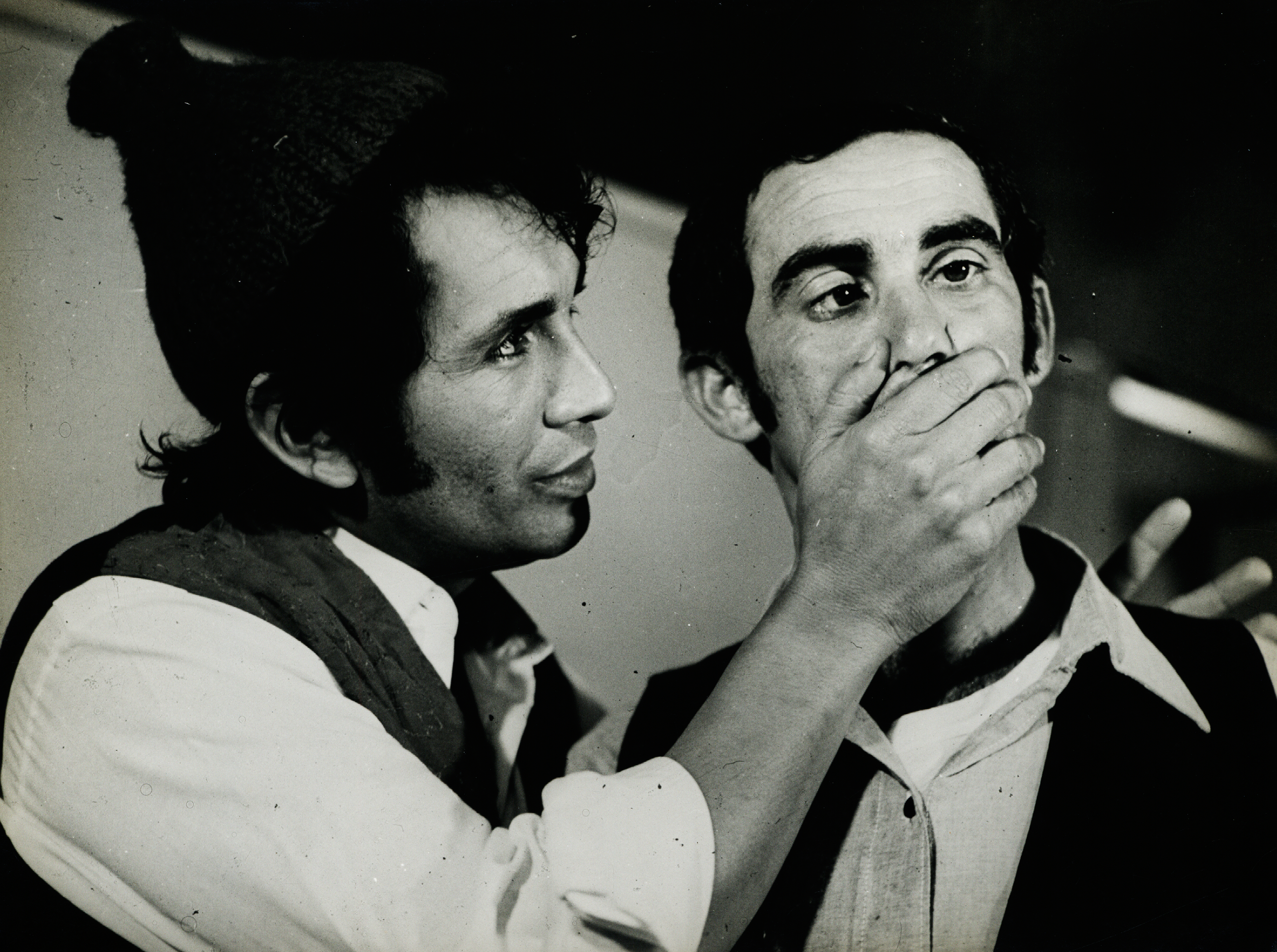
Lady Francisco já trabalhou ao lado de Renato Aragão e Dedé Santana (foto) no humorístico Os Trapalhões.

Iniciou sua trajetória em 1972 na telenovela Jerônimo, o Herói do Sertão como Suzana e Ana Beatriz. Três anos mais tarde, deu vida às personagens Rose em Pecado Capital; e Berta Lammar em Cuca Legal. Em 1976, viveu Juliana em Escrava Isaura e Tude em O Feijão e o Sonho e, no ano seguinte, atuou como Carla em Locomotivas. Em 1978, interpretou Helena e Wânia em Pecado Rasgado; e foi Regina em O Pulo do Gato. Concluiu esta década na pele de Leonora em Marron Glacê, além de fazer participação na série Plantão de Polícia, no episódio "Sábado Louco".
No início da década de 1980, trabalhou ao lado dos atores Renato Aragão e Dedé Santana no humorístico Os Trapalhões até 1982; além da atuação como Ondira de Moraes na telenovela Baila Comigo; viver Gisela em Louco Amor e Liana em Transas e Caretas. Na década de 1990, começou na pele de Yara em Barriga de Aluguel e como uma dona de pensão na minissérie As Noivas de Copacabana. Em 1995, esteve no papel de Carmen em Explode Coração e, dois anos mais tarde, como Candê em O Amor Está no Ar. Encerrou o milênio como a cartomante Madame Consuelo em Por Amor.
Na década de 2000, interpretou Marinalva na telenovela Marcas da Paixão. Em 2004, participou da série Meu Cunhado e, no ano seguinte, esteve na pele de Generosa em Alma Gêmea. Em 2007, viveu Odete em Duas Caras, encerrando seu trabalho nesta década dois anos mais tarde em Chamas da Vida como Safira. No início da década de 2010, deu vida a Madame Kastrup em Cheias de Charme, além de atuar como Loreta em Louco por Elas e Silmara em Saramandaia. Em 2014, foi Madá em Geração Brasil e, no ano seguinte, atuou como Arlete em República do Peru e foi uma dona de pensão em Totalmente Demais. Seu último trabalho na televisão foi em 2018 como Lorraine em Malhação: Vidas Brasileiras.

### No cinema
Estreou nas telonas em 1974 no filme Um Varão entre as Mulheres. No ano seguinte, participou de cinco longas: Com as Calças na Mão, O Roubo das Calcinhas, O Padre que Queria Pecar como a esposa do síndico; As Deliciosas Traições do Amor e As Loucuras de um Sedutor. Em 1977, deu vida a Lígia em Lúcio Flávio, o Passageiro da Agonia e Marlene em O Crime do Zé Bigorna, este último papel rendeu o prêmio de 'Melhor Atriz' no Festival de Brasília. Posteriormente, fez participação em Os Melhores Momentos da Pornochanchada e em Desejo Violento. Lady Francis Concluiu a década em quatro filmes: Uma Estranha História de Amor como Mônica; Viúvas Precisam de Consolo como Dolores; O Preço do Prazer e Os Foragidos da Violência como Paula.
Iniciou a década de 1980 trabalhando como diretora, co-produtora e como atriz do longa Anjos do Sexo, interpretando Lourdes; além de exercer a função de assistente na direção e na dublagem do personagem Luís em Os Rapazes das Calçadas. Em 1982, foi protagonista do filme Punk's - Os Filhos da Noite na pele da Rainha, assim como, deu vida a Vera em Profissão Mulher. Dois anos mais tarde, participou em Amenic - Entre o Discurso e a Prática e em Aguenta Coração. Concluiu o decênio na pele de Marta em O Verdadeiro Amante Sexual; além de fazer aparição no filme Sexo Selvagem dos Filhos da Noite.
Após passar mais de duas décadas longe do cinema, retornou em 2010 interpretando uma velha no filme A Casa Errada. Seu último papel no cinema em Goitaca, em 2019, dirigido por Rodrigo Rodrigues.

### Na música
Em 1983 a atriz lançou um compacto com duas músicas - Moça do Fuscão e Onde Andará - pela gravadora CID que continha um pôster de Lady Francisco. Moça do Fuscão foi uma resposta a Fuscão Preto, hit na voz de Almir Rogério.

### Pornochanchadas
Lady Francisco foi um símbolo sexual do anos 1970. Depois de ser parte do júri do Flávio Cavalcanti e fazer sua primeira novela na TV Tupi, Jerônimo - o Herói do Sertão, a atriz participou de dezenas de pornochanchadas. Em 1975 quando fez a novela Cuca Legal e Pecado Capital, que se estendeu de novembro de 1975 até junho de 1976, Lady gravou seis filmes eróticos. A atriz chegou a ouvir de atrizes auto denominadas "shakesperianas" que "o resto do elenco é que tinha que aparecer" e que ela estava ali para fazer o que elas mandassem. Quando levou o público às gargalhadas contracenando com um comediante, ouviu: "Quem está aqui para fazer rir sou eu, não você. Então, fica na sua!".[carece de fontes?]
A exposição como "gostosa" atraia telefonemas para contratar seus supostos serviços sexuais. "As cafetinas ligavam para a minha casa diariamente fazendo propostas. "Um dia, resolvi aceitar." No local marcado, muito constrangida, disse ao homem que esperava por seus serviços que "nunca tinha feito aquilo". Não aconteceu nada e os dois ficaram amigos. No dia da prova do vestido de noiva para um casamento que não aconteceu (o noivo já era casado) aprendeu com a costureira a fingir orgasmo. "Ela me ensinou tão bem que eu passei o resto da vida fingindo. Nunca tive prazer no sexo”.

## Biografia

### Infância
Lady Francisco era uma das três filhas de Mathilde e José Francisco, que era descendente de espanhóis, italianos e sírios e trabalhava como mascate. Depois de vender mercadorias de porta em porta, abriu uma loja de artigos infantis em Belo Horizonte chamada Casa do Guri, e tornou-se rico e influente. Seu casarão no bairro nobre Floresta era frequentado por políticos, pelo prefeito, governador e senadores da República. Até mesmo o então deputado federal Juscelino Kubitschek era íntimo de seu pai. Por causa dessas ocasiões, o comerciante obrigava as filhas a se apresentarem muito bem vestidas. Lady relatou que sofria bullying de sua própria mãe, que a considerava a mais feia das irmãs. Na época, a menina apresentava um comportamento agitado e tinha desmaios que eram atribuídos a uma suposta mediunidade. Isso fez com que seus pais a levassem a consultas com um psiquiatra, em cujo consultório era submetida a choques elétricos.

### Casamento frustrado e início difícil na carreira
Mesmo tendo passado por aquelas experiências na infância, foi aeromoça e depois radialista. Participava também de concursos de beleza, em que conquistou diversos títulos, antes de tornar-se atriz na TV Itacolomi, pertencente ao grupo Diários Associados, de Assis Chateaubriand, que era amigo do seu pai e também frequentava a mansão da família.

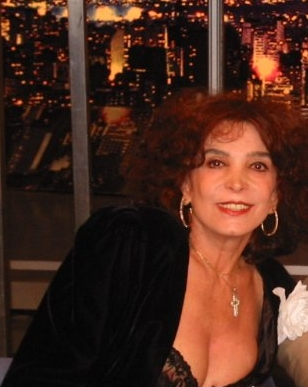
Lady Francisco em julho de 2004, no Programa do Jô

Com cerca de vinte anos, Lady Francisco chegou a marcar casamento com um engenheiro, mas no dia da cerimônia descobriu que ele já tinha outra família. Não houve o casamento, mas passaram a viver juntos e tiveram dois filhos, Andrea Frank e Oscar Victor Francisco . Separaram-se logo após o nascimento do segundo filho Oscar Victor. Em 1972, Lady se mudou para o Rio de Janeiro, para ingressar na TV Tupi e depois na TV Globo. Nessa época, seu pai havia perdido quase toda a fortuna no jogo, perdendo as propriedades para pagar as dívidas, ficando a família praticamente na miséria. Lady foi para o Rio de Janeiro sozinha decidida a vencer na carreira artística, e teve um começo muito difícil na cidade, chegando a ser assaltada e viver de favores, mas sempre ia para a porta da TV Tupi, até que um dia foi chamada para compor o júri do programa de Flávio Cavalcanti.

### Casos de abuso sexual e vida sentimental
Sua trajetória a levou depois para a TV Globo onde, conta ela, chegou a sofrer abusos sexuais de um diretor de TV cujo nome ela só revelaria se ele morresse primeiro. A atriz revelou também que sofreu um abuso sexual ainda mais pavoroso, tendo sido estuprada por quatro homens na Barra da Tijuca, zona oeste do Rio de Janeiro, ao desembarcar de um táxi. Um mês depois descobriu que estava grávida e realizou um aborto. Lady nunca se casou, depois do relacionamento que teve em Belo Horizonte com o pai de seus filhos. Ela revelou que seu único "caso" mais sério foi com o dramaturgo Dias Gomes, depois que sua esposa e também dramaturga Janete Clair morreu. Sua maior paixão, segundo relata, eram os animais, pelos quais se declarava "violentamente apaixonada. Para defender os animais e idosos, chegou a se candidatar a deputada estadual pelo Rio de Janeiro pelo PRB.

### Acidente e morte
No final de abril de 2019 a atriz sofreu uma queda num parque do Rio de Janeiro, ao tentar defender seus cachorros em uma briga com outros cães, fraturando o fêmur. Em 2 de maio, ela foi internada em um hospital na Barra da Tijuca para realizar um tratamento para correção da fratura, mas sofreu complicações respiratórias e precisou ser transferida para a UTI. O boletim médico, uma semana depois, relatava que o estado de saúde da atriz até então era estável. No entanto, três semanas depois da internação, o quadro clínico se agravou por causa de uma isquemia e foi necessário realizar uma traqueostomia.
A atriz morreu na tarde de 25 de maio, segundo o boletim do hospital, "por falência de múltiplos órgãos, decorrente de isquemia enteromesentérica (transtorno vascular agudo dos intestinos)". Sua morte ocorreu durante a exibição da segunda reprise da novela Por Amor (1997), em que Lady Francisco interpretava a cartomante Madame Consuelo.

## Filmografia

### Televisão
| Ano     | Título                      | Personagem                          | Notas                       | Emissora    |
| ------- | --------------------------- | ----------------------------------- | --------------------------- | ----------- |
| 1972    | Jerônimo, o Herói do Sertão | Suzana / Ana Beatriz                |                             | Rede Tupi   |
| 1975    | Cuca Legal                  | Elizabeth Pappalardo / Berta Lammar |                             | Rede Globo  |
| 1975    | Pecado Capital              | Rose                                |                             | Rede Globo  |
| 1975    | O Grito                     | Prostituta                          | [ 72 ]                      | Rede Globo  |
| 1976    | O Feijão e o Sonho          | Tude                                |                             | Rede Globo  |
| 1976    | Escrava Isaura              | Juliana dos Anjos                   |                             | Rede Globo  |
| 1977    | Locomotivas                 | Carla Lambrini                      |                             | Rede Globo  |
| 1978    | O Pulo do Gato              | Regina                              |                             | Rede Globo  |
| 1978    | Pecado Rasgado              | Helena / Wânia                      |                             | Rede Globo  |
| 1979    | Marron Glacê                | Eleonora                            |                             | Rede Globo  |
| 1979    | Plantão de Polícia          |                                     |                             | Rede Globo  |
| 1979–82 | Os Trapalhões               | Várias personagens                  |                             | Rede Globo  |
| 1981    | Baila Comigo                | Ondina de Moraes                    |                             | Rede Globo  |
| 1983    | Louco Amor                  | Gisela Dumont                       |                             | Rede Globo  |
| 1984    | Transas e Caretas           | Liana                               |                             | Rede Globo  |
| 1990    | Barriga de Aluguel          | Yara                                |                             | Rede Globo  |
| 1992    | As Noivas de Copacabana     | Dona da pensão                      |                             | Rede Globo  |
| 1995    | Explode Coração             | Carmem                              |                             | Rede Globo  |
| 1997    | O Amor Está no Ar           | Candoca Guimarães Ribeiro (Candê)   |                             | Rede Globo  |
| 1998    | Por Amor                    | Madame Consuelo                     |                             | Rede Globo  |
| 2000    | Marcas da Paixão            | Marinalva da Silva                  |                             | Rede Record |
| 2004    | Meu Cunhado                 | Dona Zulma                          | Episódio: Terra à vista     | SBT         |
| 2005    | Alma Gêmea                  | Generosa Flores                     |                             | Rede Globo  |
| 2007    | Duas Caras                  | Odete                               |                             | Rede Globo  |
| 2009    | Chamas da Vida              | Safira                              | Episódio: "16 de março"     | Rede Record |
| 2012    | Cheias de Charme            | Madame Kastrup                      |                             | Rede Globo  |
| 2013    | Saramandaia                 | Silmara                             |                             | Rede Globo  |
| 2013    | Louco por Elas              | Loreta                              | Episódio: "28 de maio"      | Rede Globo  |
| 2014    | Geração Brasil              | Madá                                | Episódio: 25 de maio        | Rede Globo  |
| 2015    | República do Peru           | Arlete                              |                             | TV Brasil   |
| 2015    | Totalmente Demais           | Fátima                              | Episódio: 10 de novembro    | Rede Globo  |
| 2018    | Malhação: Vidas Brasileiras | Lorraine                            | Episódios: "18–20 de junho" | Rede Globo  |

### Cinema
| Ano  | Título                                 | Personagem           |
| ---- | -------------------------------------- | -------------------- |
| 2019 | Goitaca                                | Mãe Ci / Iara        |
| 2017 | Ódio                                   | Estela               |
| 2016 | Só pelo Amor Vale a Vida               | Justina Gomes Leitão |
| 2010 | A Casa Errada                          | Velha                |
| 1987 | Sexo Selvagem dos Filhos da Noite      |                      |
| 1985 | O Verdadeiro Amante Sexual             | Marta                |
| 1984 | Amenic - Entre o Discurso e a Prática  |                      |
| 1984 | Aguenta, Coração                       | Tutuca               |
| 1982 | Punk's - Os Filhos da Noite            |                      |
| 1982 | Profissão Mulher                       | Vera                 |
| 1981 | Anjos do Sexo                          | Lourdes              |
| 1981 | Rapazes da Calçada                     | Luís                 |
| 1979 | Uma Estranha História de Amor          | Mônica               |
| 1979 | Viúvas Precisam de Consolo             | Dolores              |
| 1979 | O Preço do Prazer                      | Marta                |
| 1979 | Os Foragidos da Violência              | Paula                |
| 1978 | Os Melhores Momentos da Pornochanchada | Ela mesma            |
| 1978 | Desejo Violento                        |                      |
| 1977 | Lúcio Flávio, o Passageiro da Agonia   | Lígia                |
| 1977 | O Crime do Zé Bigorna                  | Marlene              |
| 1975 | Com as Calças na Mão                   | Mulher no bar        |
| 1975 | O Roubo das Calcinhas                  | Kátia                |
| 1975 | O Padre que Queria Pecar               | Esposa do síndico    |
| 1975 | As Deliciosas Traições do Amor         | Petúnia              |
| 1975 | As Loucuras de um Sedutor              |                      |
| 1974 | Um Varão entre as Mulheres             | Sandra               |

## Teatro
| Título                             | Ano  |
| ---------------------------------- | ---- |
| Tricotando                         | 2016 |
| Os Dálmatas - O Musical            | 2000 |
| Perdidos na Floresta (direção)     | 2000 |
| Os Dálmatas (direção e elenco)     | 1998 |
| Apenas uma Mulher                  | 1996 |
| Uma Mulher de Vida Fácil           | 1994 |
| Agora ou Nunca                     | 1992 |
| Uma Suíte para Duas                | 1988 |
| Revelações                         | 1986 |
| Além da Vida                       | 1982 |
| A Infelicidade ao Alcance de Todos | 1977 |
| Grite na Hora Certa                | 1977 |
| A Gaiola das Loucas                | 1974 |

## Prêmios
Festival de Brasília (1977)
- Melhor atriz em O Crime de Zé Bigorna (1977)[42]